# Clepsis siciliana
Clepsis siciliana es una especie de polilla del género Clepsis, categorizada en la tribu Archipini, de la subfamilia Tortricinae.

## Distribución
Se distribuye por Italia y España.

## Taxonomía
Fue descrita por Ragonot en 1894 y publicada en (Tortrix), Annls Soc. ent. Fr. 63: 182.